# Пловдивска градска художествена галерия
Градска художествена галерия – Пловдив е художествена галерия и музей в Пловдив.

## История
Историята на музея води началото си от 1881 г., когато в Народната библиотека и музей в Пловдив постъпват 4 копия на ктиторските портрети от Боянската църква (1259), изработени от тревненския зограф Симеон Симеонов.
Към музея се обособява Художествен отдел през 1911 г. Той става основата на бъдещата градска галерия, наречена първоначално Държавна художествена галерия. Нейното официално откриване е на 2 март 1952 г.

## Експозиции
Изложбената част на Пловдивската художествена галерия е организирана в експозиции, разположени в отделни сгради:
- Постоянна експозиция
- Постоянна експозиция „Икони“
- Постоянна експозиция „Мексиканско изкуство“
- Постоянна експозиция „Цанко Лавренов“
- Постоянна експозиция „Енчо Пиронков“
- Зали за временни експозиции
- Постоянна експозиция „Георги Божилов – Слона“
- Галерия „Капана“
- Изложбена зала „2019“
- Зали за съвременно изкуство „Баня Старинна“

## Колекции
Градската художествена галерия в Пловдив е художествен музей, в който се съхраняват образци на българското изобразително изкуството (от средновековно до съвременно), както и на чуждестранно изкуство.
Галерията притежава над 7400 творби, от които над 2400 – живопис, 2580 – графика, 574 икони, 545 – скулптура и приложни изкуства, 1234 – мексиканско изкуство, 93 фотографии.